# Шаповалов Владислав Вадимович
Владислав Вадимович Шаповалов (нар. 11 вересня 2006, Київ, Україна) — український футболіст, центральний півзахисник «Олександрії».

## Життєпис
Народився в Києві. Вихованець місцевого  «Атлета», у футболці якого з 2019 по 2022 рік виступав у ДЮФЛУ. Восени 2022 року дебютував у дорослому футболі, провів 3 поєдинки в аматорському чемпіонаті України у складі «Атлета».
На початку березня 2023 року перебрався до «Олександрії». Протягом другої половини сезону 2022/23 років та в сезоні 2023/24 років грав за юнацьку команду «городян». У футболці «Олександрії-2» дебютував 8 серпня 2024 року в переможному (2:1) виїзному поєдинку 1-го туру групи «Б» Другої ліги України проти «Гірника-Спорту». Владислав вийшов на поле в стартовому складі та відіграв увесь матч. Першим голом на професійному рівні відзначився 18 серпня 2024 року на 42-й хвилині нічийного (2:2) домашнього поєдинку 2-го туру групи Б Другої ліги України проти київського «Локомотива». Шаповалов вийшов на поле в стартовому складі та відіграв увесь матч.